# Mamano
Mamano (in croato Maman), conosciuto insieme ai vicini isolotti Guarda anche come isole di Mamano, è un isolotto disabitato della Croazia, che fa parte dell'arcipelago delle isole Quarnerine ed è situato a nord dell'isola di Arbe e a ovest della costa dalmata.
Amministrativamente appartiene alla città di Arbe, nella regione litoraneo-montana.

## Geografia
Nel punto più ravvicinato, Mamano dista 14,2 km dalla terraferma. Situato nel Quarnarolo, dista 75 m dalla costa nordoccidentale dell'isola di Arbe.
Mamano è uno scoglio a forma di T rovesciata, orientato in direzione nordovest-sudest, con il "gambo" che punta verso nordest. Posto tra la valle di San Pietro (Supetarska draga) e la valle di Campora (Komporska draga), misura 670 m di lunghezza e 355 m di larghezza massima; possiede una superficie di 0,136 km² e ha uno sviluppo costiero pari a 2,14 km. Nella parte centrale, raggiunge la sua elevazione massima di 36 m s.l.m. Poco a est di Mamano si trovano gli isolotti Guarda (Sridnjak e Šailovac).